# Stanisław Milczyński
Stanisław Milczyński ps. Gryf, Jerzy Kuczyński, Roger (ur. 4 kwietnia 1918 w Poznaniu, zm. 26 stycznia 2016 w Toronto) – major Wojska Polskiego, działacz podziemia niepodległościowego (SZP, ZWZ, NOW i AK) w czasie II wojny światowej, powstaniec warszawski i działacz kombatancki, kawaler Orderu Virtuti Militari.

## Życiorys

### Dzieciństwo i młodość
Urodził się 4 kwietnia 1918 w Poznaniu jako siódme dziecko Andrzeja Milczyńskiego (1873–1921) i Franciszki z domu Balcerek (ur. 1887). W 1937 zdał maturę w Liceum Handlowym im. Karola Marcinkowskiego w Poznaniu. W 1938 ukończył Dywizyjny Kurs Podchorążych Rezerwy 14 DP przy 57 Pułku Piechoty Wielkopolskiej w Poznaniu i został przyjęty do Szkoły Podchorążych Piechoty w Komorowie k. Ostrowi Mazowieckiej. W sierpniu 1939, po ukończeniu drugiego roku nauki, został przydzielony na praktykę do 70 Pułku Piechoty w Pleszewie.

### II wojna światowa
Do 10 września służył w 70 pp, a następnie został skierowany do ośrodka zapasowego w Skierniewicach. Do Skierniewic nie udało się mu dotrzeć. Wziął udział w obronie Warszawy. Po kapitulacji stolicy trafił do niewoli niemieckiej. Po aresztowaniu przez gestapo, był torturowany, jednak po zwolnieniu dostał się do Warszawy. 13 września 1939 został mianowany podporucznikiem ze starszeństwem z dnia 1 września 1939 w korpusie oficerów piechoty. Rozkaz ten nie został mu podany do wiadomości. Jak sam wspominał „w transporcie do Niemiec, do niewoli, przejeżdżałem przez Poznań. Zdążyłem zdjąć naszywki podchorążego i pójść do niewoli rzekomo jako kapral. Żołnierze do [stopnia] kaprala byli zwolnieni do domu. W ten sposób wróciłem do domu”. 
Od października 1939 działał w Służbie Zwycięstwu Polski i w Związku Walki Zbrojnej w Poznaniu. Przeniósł się do Kalisza i został członkiem Narodowej Organizacji Wojskowej. W 1943 wyjechał do Warszawy i przyłączył się do walki konspiracyjnej prowadzonej przez Okręg Warszawski Armii Krajowej (V Rejon VII Obwodu „Obroża”). Dowodził m.in. Kompanią Dywersji Bojowej „Kedywu” Rejonu V „Obroży”, która wykonała ponad 30 akcji dywersyjnych i likwidacyjnych. Następnie walczył w powstaniu warszawskim jako dowódca kompanii „Krawiec” w Rejonie V i na Mokotowie. W pierwszych dniach Powstania Warszawskiego dowodził szturmem na stanowisko reflektorów przeciwlotniczych w Kabatach. Natarcie zakończyło się sukcesem. Dowodząc Kompanią "Krawiec" przeszedł szlak bojowy od Lasu Kabackiego, przez Lasy Chojnowskie, Sadybę, Mokotów do Śródmieścia. Został dwukrotnie ranny i ewakuowano go kanałami do Śródmieścia. Po kapitulacji umieszczony w szpitalu dla jeńców wojennych w Zeithain, a następnie w Stalagu IV-B w Mühlbergu.

### Na emigracji
11 lipca 1945 został przyjęty do 2 Korpusu Polskiego we Włoszech. We wrześniu 1946 wstąpił do Polskiego Korpusu Przysposobienia i Rozmieszczenia. Od września 1949 do czerwca 1952 studiował w Centralnej Szkole Sztuki i Rzemiosła w Londynie, którą ukończył z wyróżnieniem. Razem z rodziną w czerwcu 1953 wyemigrował do Kanady i zamieszkał w Toronto. Pracował jako stolarz, cieśla, kierownik prac budowlanych oraz właściciel własnych firm. W 1983 przeszedł na emeryturę. Aktywnie zaangażował się w działalność polskiej emigracji niepodległościowej. Działał m.in. w Stowarzyszeniu Polskich Kombatantów, Środowisku „Obroża” w Światowym Związku Żołnierzy Armii Krajowej oraz w Kole Byłych Żołnierzy Armii Krajowej w Toronto. Był jednym z głównych fundatorów tablic pamiątkowych w kościołach w Wilanowie, Powsinie i Pyrach pod Warszawą ku czci żołnierzy Armii Krajowej.
Opublikował swój dziennik z czasów wojny pt. „Dziennik por. Gryfa 1939–1945”.
6 czerwca 2007 w Warszawie udzielił wywiadu Robertowi Markiewiczowi do Archiwum Historii Mówionej.
Zmarł 26 stycznia 2016 w Toronto w Kanadzie w wieku 97 lat.
Pragnął być pochowany wśród swoich towarzyszy broni z czasu walk o niepodległość. Pogrzeb odbył się 21 maja 2016 r. na Cmentarzu Powstańców Warszawskich w Powsinie. 

## Awanse[5]
- plutonowy podchorąży rezerwy (1938)
- podchorąży (1939)
- podporucznik (1 września 1939)
- porucznik (ok. 1943)
- kapitan
- major (27 października 2000)

## Ordery i odznaczenia
- Krzyż Srebrny Orderu Wojennego Virtuti Militari (4 października 1947)
- Krzyż Walecznych (trzykrotnie)
- Złoty Krzyż Zasługi
- Srebrny Krzyż Zasługi z Mieczami
- Krzyż Armii Krajowej
- Warszawski Krzyż Powstańczy
- Krzyż Kampanii Wrześniowej 1939
- Krzyż Partyzancki
- Medal Wojska (czterokrotnie)
- War Medal
- Medal „Pro Memoria”
- Medal „Za udział w wojnie obronnej 1939”;
- wiele innych odznaczeń polskich i kanadyjskich